# Giovanni Rovetta

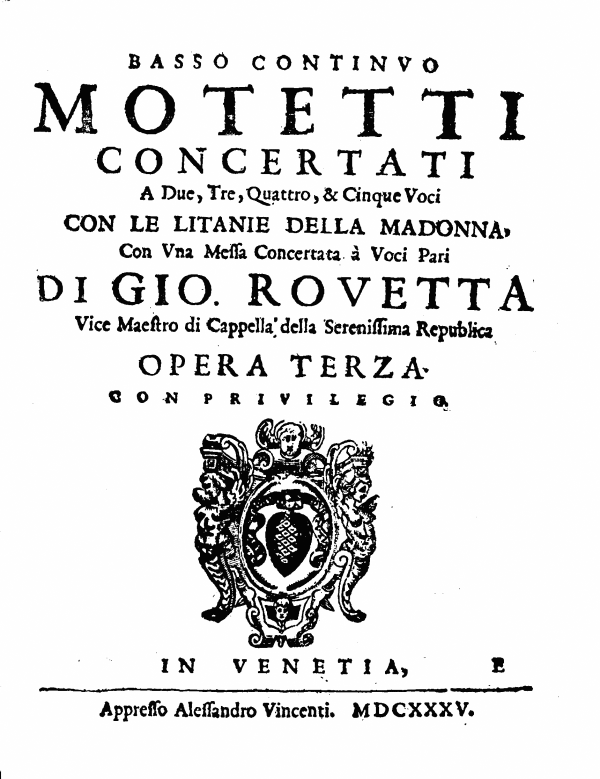
Titelseite einer Motettensammlung, 1635

Giovanni Rovetta (* 1596; † 23. Oktober 1668 in Venedig) war ein venezianischer Komponist, Sänger des Barock und Kapellmeister am Markusdom.

## Leben
Giovanni Rovetta begann seine musikalische Laufbahn als Knabensopran im Markusdom, wo bereits sein Vater ab 1605 tätig war. Dort war er von 1615 bis 1617 als Instrumentalist. Am 17. Dezember 1623 wurde er zum Basskantor und am 22. November 1626 schließlich zum Vize-Kapellmeister ernannt. Kapellmeister zur damaligen Zeit war Claudio Monteverdi, der auch Rovetta unterrichtete. Rovetta war auch in anderen Bereichen des venezianischen Musiklebens tätig, so war er ab 1635 maestro di musica am Ospedale dei Dereletti (Ospedaletto genannt) und ab 1639 am Ospedale dei Mendicanti. Als geweihter Priester gehörte er der Congregazione di S. Silvestro an. Rovetta, „Signor Rueti“ genannt, löste Monteverdi 1644 ab, nachdem ihm im Wettbewerb Orazio Benevoli und Giovanni Battista Crivelli (um 1590–1652) unterlegen waren. Er führte dieses Amt bis zu seinem Tod im Jahre 1668 weiter. Vizekapellmeister in dieser Zeit war sein ehemaliger Schüler Natale Monferrato. Sein Nachfolger im Amt des Kapellmeisters war Francesco Cavalli.
Rovettas Neffe, Giovanni Battista Volpe, auch Rovettino genannt, hatte verschiedene musikalische Ämter im Bereich des Markusdoms inne, er veröffentlichte und bearbeitete Werke seines Onkels, namentlich Op. 9 und Op. 10.
Der Einfluss Monteverdis ist in zahlreichen Kompositionen Rovettas erkennbar. Einen wichtigen Impuls für Rovettas Laufbahn lieferte im Jahr 1638 der französische Botschafter in Venedig, der Rovetta damit beauftragte, die Festmusik zur Geburt des französischen Thronfolgers Louis XIV zu liefern. Im Anschluss daran veröffentlichte er seine Musiksammlung Messa, e salmi concertati, die eine Messe, zwölf Vesperpsalmen und ein Magnificat enthält. Daneben veröffentlichte er vier Motetten- und drei Madrigalsammlungen. Weiterhin komponierte er zwei Opern, die heute verschollen sind.

## Werke (Auswahl)
- Motettensammlungen:
  - Salmi concertati con motetti et alcune canzoni op.1, 1626 (Salmi concertati a cinqve et sei voci et altri con doi violini, con motetti à doi é tre voci, et alcune canzoni per sonar à tre è quatro voci con basso continuo), erneut aufgelegt: Magni Venezia 1641, als Faksimile: Verlag Bernd Christoph Becker Köln 2007
  - Motetti concertati con le litanie della madonna et una messa concertata op.3, Vincenzi Venezia 1635, als Faksimile: Verlag Bernd Christoph Becker Köln 2007
  - Messa e salmi concertati op.4, Vincenti Venezia 1639, als Faksimile: Verlag Bernd Christoph Becker Köln 2007, erschienen in Journal of the seventeenth Century, herausgegeben von Linda Maria Koldau, ISBN 0-89579-478-0 (Teil 1), ISBN 0-89579-479-9 (Teil 2)[1]
  - Motetti concertati con le letanie della madona op.5, Vincenti Venezia 1639, als Faksimile: Verlag Bernd Christoph Becker Köln 2007
  - Salmi aggiontovi un Laudate pueri & Laudate Dominum omnes gentes op.7, Vincenti Venezia 1642, als Faksimile: Verlag Bernd Christoph Becker Köln 2007
  - Salmi op.8, Vincenti Venezia 1644, als Faksimile: Verlag Bernd Christoph Becker Köln 2007
  - Delli salmi….accommodati da cantarsi alla breve secondo l'usi della Serenissima capella ducale di S.Marco op.12, 1662
  - Motetten, op. 10, Vincenti Venezia 1647, als Faksimile: Verlag Bernd Christoph Becker Köln 2007
  - Motetten, op. 11, Vincenti Venezia 1650, als Faksimile: Verlag Bernd Christoph Becker Köln 2007
  - O Maria, quam pulchra es, Edmund Bieler, Köln 1996
- Madrigalsammlungen:
  - Madrigali concertati con un dialogo nel fine & una cantata op.2, Magni Venezia 1636, als Faksimile: Verlag Bernd Christoph Becker Köln 2007
  - Madrigali concertati et nel fine una cantata op.6, Vincenti Venezia 1640, als Faksimile: Verlag Bernd Christoph Becker Köln 2007
  - Madrigale, op. 9, Vincenti Venezia 1645, als Faksimile: Verlag Bernd Christoph Becker Köln 2007
- Festmusik zur Geburt des französischen Thronfolgers 1638
- Zwei Opern (zwischen 1645 und 1650)
  - Ercole in Lidia (1645 Venedig, Teatro Novissimo)
  - Argiope (mit Leardini, 1649)